# Calafate (ave)
O calafate (no Brasil) ou pardal-de-Java (em Portugal) (nome científico: Padda oryzivora) é um pássaro proveniente das ilhas de Bali, Java e Bawean, na Indonésia.
Foram introduzidos por marinheiros e viajantes em outros locais como Bornéu, China, Japão, Ilhas Fiji, Malásia e Filipinas. Por se alimentarem de arroz e aveia, prejudicavam as produções agrícolas e eram por isso exterminados aos milhares.
O nome do pássaro vem de calafetar, actividade realizada pelos operários da construção naval que preenchem as frestas dos barcos com estopa e betume, fechando-as bem. O Calafate constrói seu ninho de forma semelhante, que possui formato de bola, bem vedado e com uma única abertura.
Possuem diversas variações de cores e penas sedosas. São ativos e curiosos e na natureza vivem em bandos. Sua coloração original é a cabeça preta e branca, com o restante do corpo em dois tons de cinza. Com os cruzamentos selecionados encontramos uma grande variedade de cores, incluindo pássaros inteiramente brancos. Podem chegar aos 15 cm de comprimento.